# Heinz Reinefarth

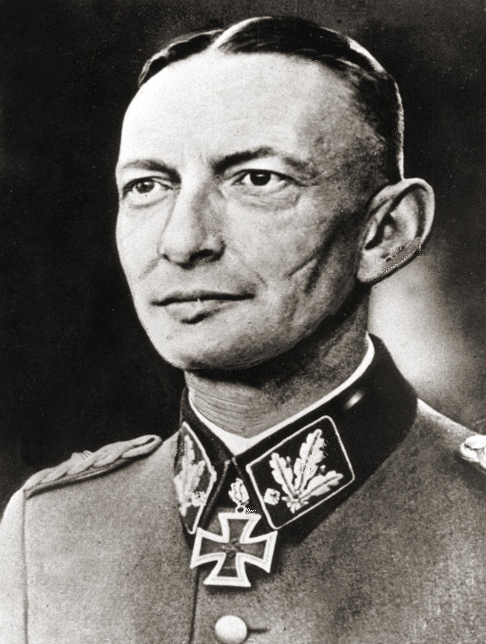
Heinz Reinefarth (1944)

Heinz Friedrich Reinefarth (* 26. Dezember 1903 in Gnesen, Provinz Posen, Königreich Preußen; † 7. Mai 1979 in Westerland, Sylt) war ein deutscher SS-Gruppenführer, Generalleutnant der Waffen-SS und Polizei. Reinefarth war unter anderem für die Niederschlagung des Warschauer Aufstandes verantwortlich, bei der allein im Warschauer Stadtteil Wola 20.000 bis 50.000 Zivilisten von den Truppen unter seinem Befehl erschossen wurden.
Für seine Taten wurde Reinefarth nie belangt. Es gelang ihm im Gegenteil, in der Nachkriegszeit eine politische Karriere einzuschlagen, bei der er Abgeordneter des Schleswig-Holsteinischen Landtages und Bürgermeister von Westerland auf Sylt wurde.

## Leben bis zum Krieg
Heinz Reinefarth war das einzige Kind des Landgerichtsrats Fritz Reinefarth und seiner Ehefrau Bertha. Nach der Versetzung seines Vaters nach Cottbus besuchte er dort ab 1910 die Volksschule und ab 1913 das Friedrich-Wilhelm-Gymnasium. Als 16-jähriger Obersekundaner folgte er während des Kapp-Putsches im März 1920 einem Aufruf des Garnisonsältesten, Major Buchrucker, der die gegen den Putsch streikenden Arbeiter militärisch bekämpfte; er meldete sich als Zeitfreiwilliger und wurde zur Bewachung von Kasernen eingesetzt.
Nach dem Abitur 1922 studierte Reinefarth Rechtswissenschaft an der Universität Jena und wurde Mitglied der Landsmannschaft Suevia Jena, einer pflichtschlagenden Verbindung, in der er nach eigenen Angaben 16 Mensuren focht und die „ab den späten 1920er Jahren dafür bekannt [war], der NS-Bewegung besonders nahezustehen“. Als sich Anfang November 1923 in Bayern Freikorps für einen Putsch gegen die Reichsregierung sammelten, meldete sich Reinefarth mit zahlreichen anderen Korporierten für die „Studentenkompagnie Jena“, die in Bamberg ein kurzes militärisches Training erhielt, aber nach dem Scheitern des Hitlerputschs aufgelöst wurde. Bei der Rückkehr nach Thüringen wurde Reinefarth an der Grenze für einen Tag festgenommen. Während der Semesterferien 1924 schloss er sich als Zeitfreiwilliger dem Artillerieregiment 3 in Frankfurt (Oder) an und wurde als Kanonier ausgebildet.
Reinefarth bestand im Mai 1927 in Jena beim zweiten Versuch das Referendarexamen und im Dezember 1930 in Berlin das Assessorexamen, beide mit der Note „ausreichend“, und ließ sich dann in Forst (Lausitz) als Rechtsanwalt nieder. Nachdem sein Vater sich 1932 in den vorzeitigen Ruhestand hatte versetzen lassen, konnte er seine Praxis nach Cottbus verlegen. Hier heiratete er am 30. Januar 1932 Adelheid „Heidi“ Reichelt (1905–1986), einziges Kind eines früh verstorbenen, wohlhabenden Rittergutsbesitzers. Aus der Ehe gingen ein Sohn und eine Tochter hervor.
Am 1. August 1932 wurde er Mitglied der NSDAP (Mitgliedsnummer 1.268.933) und im November der SA. Im Dezember wechselte er zur SS (SS-Nummer 56.634), in der er bis 1937 zum Hauptsturmführer aufstieg. Er trat in zahlreichen Prozessen als Rechtsvertreter von Nationalsozialisten auf, unter anderem als Verteidiger in einem Verfahren wegen eines Sprengstoffanschlags von SS-Leuten im August 1932 auf die „Jüdische Landarbeit“, ein landwirtschaftliches Ausbildungsprojekt für jüdische Jugendliche in Groß Gaglow. Dadurch wurde der damalige Führer des SS-Oberabschnitts Ost und spätere Chef der Ordnungspolizei, Kurt Daluege, auf ihn aufmerksam, der ihn zum Übertritt in die SS veranlasste und später sein wichtigster Förderer wurde. Ehrenamtlich war Reinefarth als Leiter des Kreisrechtsamts der NSDAP, Rechtsberater im SS-Abschnitt XII und Kreisgruppenführer des NSRB aktiv. Seine guten Beziehungen zu hohen NS-Funktionären führten auch dazu, dass er im Juni 1936 unter Übergehung eines qualifizierteren Bewerbers ein Notariat erhielt, das durch die Verdrängung des jüdischen Inhabers frei geworden war. Angebote, hauptamtlich für die SS tätig zu werden, lehnte Reinefarth ab, da die Bezahlung dort erheblich niedriger gewesen wäre als die Einkünfte aus seiner gutgehenden Rechtsanwaltspraxis, die ihm monatlich etwa 3000 RM (entspricht 2025 etwa 16.000 Euro) einbrachte.

## Zweiter Weltkrieg
Am 26. August 1939, unmittelbar vor Beginn des Zweiten Weltkriegs, wurde Reinefarth als Schütze der Reserve in das in Cottbus neu aufgestellte Infanterieregiment 337 der Wehrmacht einberufen und nahm damit am Überfall auf Polen teil. Noch im September 1939 erhielt er das Eiserne Kreuz II. Klasse und wurde zum Unteroffizier befördert. Nach der Kapitulation Polens absolvierte er einen Offiziers-Ergänzungslehrgang und kehrte als Feldwebel zu seiner Einheit zurück. Während des Westfeldzugs gegen Frankreich wurde ihm als Zugführer der 14. Kompanie zunächst das Eiserne Kreuz I. Klasse und am 25. Juni 1940 das Ritterkreuz des Eisernen Kreuzes verliehen, weil er am 28. Mai als Führer eines kleinen Erkundungstrupps mehrere französische Batterien dazu bewogen hatte, sich kampflos zu ergeben. Diese ungemein prestigeträchtige Auszeichnung erhöhte sein Renommee enorm, zumal er sie als erster Angehöriger der Allgemeinen SS und einer der ersten Nichtoffiziere erhielt. Ende 1941 kam er, inzwischen Leutnant, mit seiner Einheit an die Ostfront, wo er wegen Erfrierungen an Füßen und Beinen im Januar 1942 vorübergehend dienstunfähig wurde.
In dieser Situation machte ihm Daluege erneut das Angebot einer hauptamtlichen Stellung bei der Ordnungspolizei. Da die Fortführung seiner Rechtsanwaltspraxis durch Vertreter sich als schwierig und wenig einträglich erwiesen hatte, nahm Reinefarth diesmal an und wurde am 20. April 1942 auf Antrag Heinrich Himmlers durch Adolf Hitler zum SS-Brigadeführer und Generalmajor der Polizei ernannt. Anfängliche Querelen über seine konkrete Dienststellung lösten sich, als Daluege nach dem tödlichen Attentat auf Reinhard Heydrich Anfang Juni 1942 zum stellvertretenden Reichsprotektor im Protektorat Böhmen und Mähren ernannt wurde und Reinefarth zu sich nach Prag holte. Am 30. Juli 1942 wurde er zum „Generalinspekteur der Verwaltung in der Behörde des Reichsprotektors“ ernannt. Diese Stellung hatte er bis Juni 1943 inne.

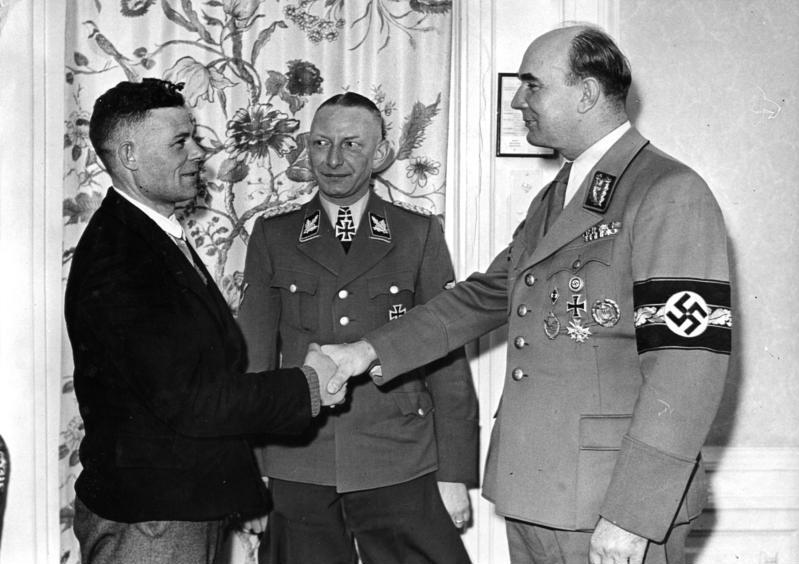
Reinefarth (Mitte) stellt Gauleiter Arthur Greiser (rechts) im März 1944 einen Umsiedler als „millionsten Deutschen im Wartheland“ vor.

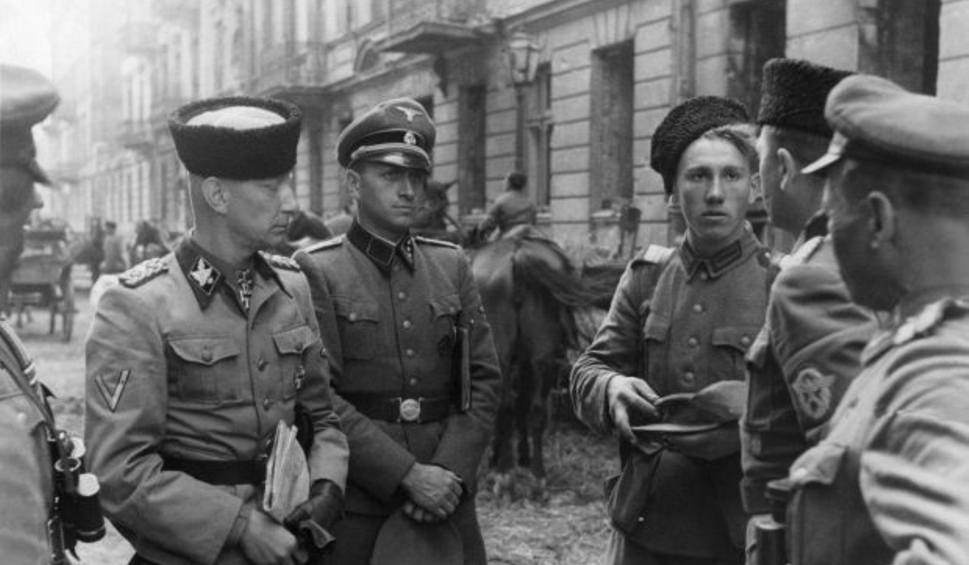
Heinz Reinefarth (links, mit Kosakenmütze) während des Warschauer Aufstandes

Nach einem einjährigen Aufenthalt im Hauptamt Ordnungspolizei wurde er im April 1944 zum Höheren SS- und Polizeiführer Warthe und am 1. August 1944 zum SS-Gruppenführer und Generalleutnant der Waffen-SS und Polizei berufen. In dieser Funktion befehligte er zwölf galizische Schutzmannschaft-Kompanien (Einsatzgruppe „Reinefarth“) bei der Niederschlagung des Warschauer Aufstandes der polnischen Heimatarmee (Armia Krajowa) vom 1. August bis zum 3. Oktober 1944 (Kapitulation der Heimatarmee). Zu den ihm unterstellten Einheiten gehörten das SS-Sonderregiment Dirlewanger mit dem unterstellten II. Bataillon (aserbaidschanisches) / Gebirgsjägerregiment „Bergmann“ unter Hauptmann Hubert Mertelsmann und das verstärkte Waffen-Grenadier-Regiment der SS 72 (russische Nr. 1) unter dem Brigadestabs-Chef Waffen-Sturmbannführer Iwan Frolov der Waffen-Sturmbrigade RONA sowie das I. & II. Bataillon / Ostmuselmanische SS-Regiment unter SS-Sturmbannführer Franz Liebermann. Diese waren von äußerster Brutalität und Verrohung geprägt. Immer wieder kam es neben den Massenmorden (bei denen über 100.000 polnische Aufständische und Zivilisten getötet wurden) auch zu Massenvergewaltigungen und anderen Exzessen, bei denen häufig auch Minderjährige und Kinder Opfer waren (Massaker von Wola). Überliefert ist ein Funkgespräch Heinz Reinefarths mit dem Oberbefehlshaber der 9. Armee Nikolaus von Vormann, in dem er fragt: „Was soll ich mit den Zivilisten machen? Ich habe weniger Munition als Gefangene“. Heinz Reinefarth, Befehlshaber bei der Niederschlagung des Warschauer Aufstandes, erhielt den Beinamen: „Mörder von Warschau“ bzw. „Der Schlächter von Warschau“ oder auch „Henker von Warschau“. Für seine Taten in Warschau zeichnete das NS-Regime Reinefarth am 30. September 1944 mit dem Eichenlaub zum Ritterkreuz des Eisernen Kreuzes aus.
Am 2. Februar 1945 ernannte ihn Adolf Hitler zum Festungskommandanten der Stadt Küstrin an der Oder (Festung Küstrin), die nach schweren sowjetischen Bombardements am 28./29. März von der Sowjetarmee erobert wurde. Bei den Kämpfen um die Festung Küstrin fielen etwa 5.000 deutsche und 6.000 sowjetische Soldaten. Reinefarth brach entgegen Hitlers Befehl mit einem Teil seiner Truppen aus (nur ca. 1300 erreichten die deutschen Linien) und wurde wegen Feigheit vor dem Feind zum Tode verurteilt. Das Urteil wurde wegen der kritischen Frontlage nicht vollstreckt; Reinefarth gelang es, sich mit einer Heeresgruppe an der westlichen Front britischen Soldaten zu ergeben.
Bei Ende des Zweiten Weltkriegs hatte er den Rang eines SS-Gruppenführers und Generalleutnants der Polizei. Danker und Lehmann-Himmel charakterisieren ihn in ihrer Studie über das Verhalten und die Einstellungen der Schleswig-Holsteinischen Landtagsabgeordneten und Regierungsmitglieder der Nachkriegszeit in der NS-Zeit als „Verfolgungsakteur“ und „exponiert-nationalsozialistisch“.

## Nach 1945
Reinefarth verbrachte bis 1948 drei Jahre in amerikanischer Kriegsgefangenschaft. Einige Male wurde er nach Nürnberg verlegt, um vor dem Internationalen Militärgerichtshof auszusagen; es kam jedoch zu keiner Aussage. Einem Auslieferungsverlangen Polens wurde nicht stattgegeben. 1948 wurde Reinefarth nach Hamburg in die britische Zone überstellt. Auch die Briten lehnten 1950 Reinefarths Auslieferung nach Polen ab. Der Hintergrund war, wie der Historiker Philipp Marti 2012 herausfand, eine geheimdienstliche Tätigkeit Reinefarths für den amerikanischen CIC. Im Entnazifizierungsverfahren sprach ihn das Spruchgericht Hamburg-Bergedorf 1949 von jeder Schuld frei. Vom Flensburger Entnazifizierungs-Hauptausschuss wurde sogar festgestellt, „der Betroffene habe nicht nur in seinem militärischen, sondern auch in seiner ganzen politischen Gegeneinstellung zum Nationalsozialismus wiederholt Leben und Stellung aufs Spiel gesetzt“ und Reinefarth in die Kategorie V (Entlasteter) eingestuft.
Die Ortsgruppe des „Heimatbundes Deutscher Ostvertriebener“ schlug ihn im Herbst 1950 als Flüchtlingsbeauftragten der Stadt Westerland auf Sylt vor, wo er sich nach dem Krieg mit seiner Familie niedergelassen hatte. Im selben Jahr wurde er auch wieder als Rechtsanwalt zugelassen. Von Dezember 1951 bis 1964 war er Bürgermeister von Westerland. Bei der Landtagswahl im September 1958 wurde Reinefarth in den Schleswig-Holsteinischen Landtag gewählt, zunächst für den GB/BHE, der 1961 mit der Deutschen Partei zur Gesamtdeutschen Partei fusionierte. Unter politischen Druck geriet Reinefarth erst, als der Freiburger Rechtshistoriker Hans Thieme einen Brief an die Zeitschrift Der Spiegel schrieb, in dem er die nationalsozialistische Vergangenheit von Reinefarth aufzeigte. Auch der DEFA-Dokumentarfilm Urlaub auf Sylt von Annelie und Andrew Thorndike aus dem Jahr 1957 rückte erneut Reinefarths nationalsozialistische Vergangenheit in den Vordergrund. Nach seinem durch Ermittlungen der Staatsanwaltschaft erzwungenen Rückzug aus der Politik war Reinefarth ab 1967 erneut als Rechtsanwalt in Westerland tätig. Die Ermittlungen gegen ihn wurden ohne Anklage eingestellt. Reinefarth starb am 7. Mai 1979 auf Sylt und wurde auf dem Friedhof Sylt-Keitum beigesetzt. Zum 70. Jahrestag des Warschauer Aufstandes wurde eine lang umstrittene Gedenktafel am Rathaus in Westerland eingeweiht, auf der zu lesen ist: Die Nazis ermordeten über 150.000 Menschen in 63 Tagen. Westerlands Ex-Bürgermeister Heinz Reinefarth „war als Kommandeur einer Kampftruppe mitverantwortlich für dieses Verbrechen“. „Beschämt verneigen wir uns vor den Opfern und hoffen auf Versöhnung.“
Weitere Funktionen:

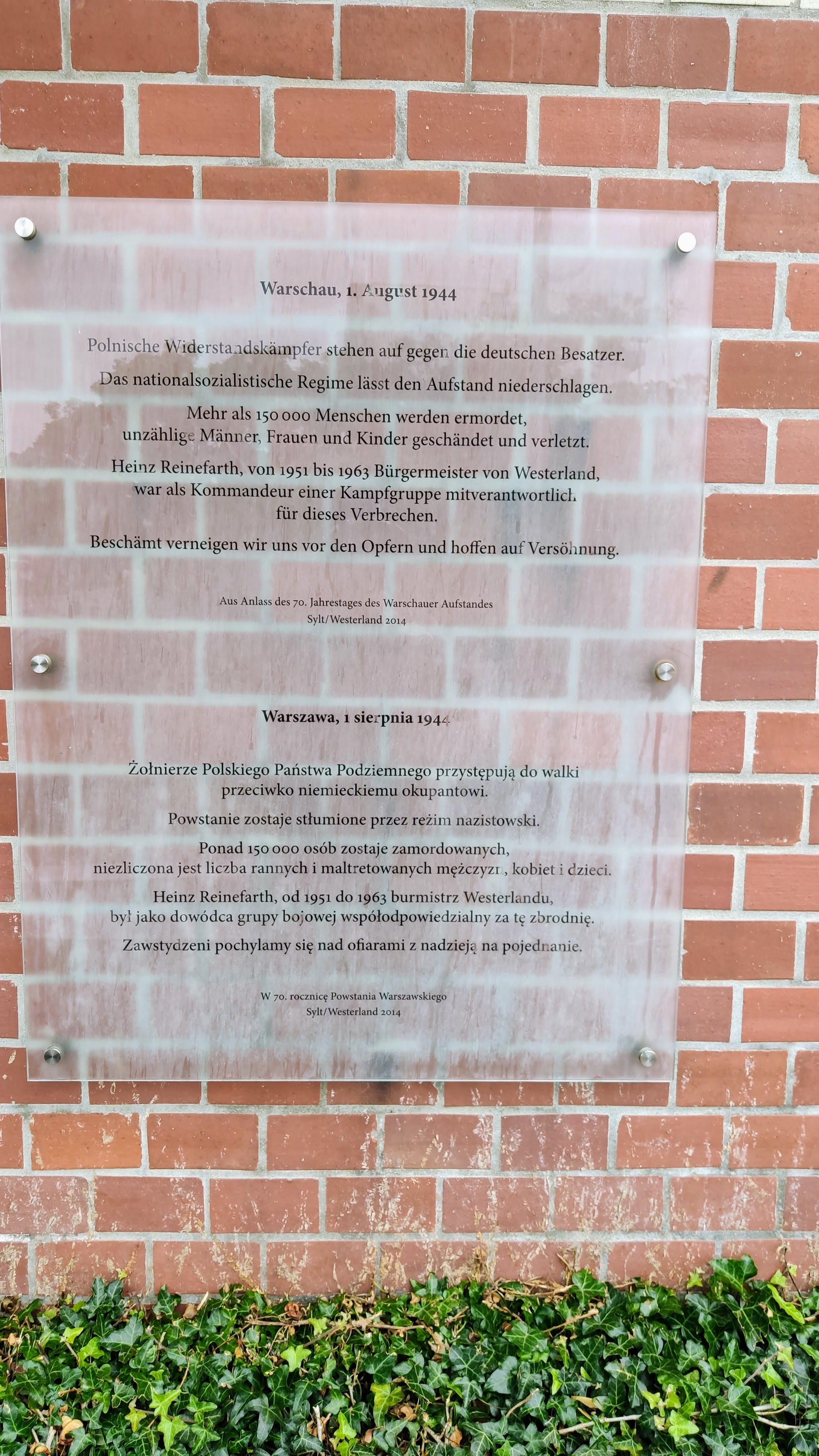
Gedenktafel an den Warschauer Aufstand am Rathaus Westerland auf Sylt (2014 eingeweiht)

- Kreistagsabgeordneter und Mitglied des Kreisausschusses Südtondern
- Mitglied des Landesvorstandes des GB/BHE
- Mitglied im Vorstand der Arbeitsrechtlichen Vereinigung und des Fremdenverkehrsverbandes Nordmark
- Vorsitzender des Ortsausschusses Sylt der Deutschen Gesellschaft zur Rettung Schiffbrüchiger und der DLRG Westerland.
- Gründer des Lions Clubs auf Sylt

## Auszeichnungen
- 25. September 1939: Eisernes Kreuz (2. Klasse)
- 29. Mai 1940: Eisernes Kreuz (1. Klasse)
- 25. Juni 1940: Ritterkreuz des Eisernen Kreuzes
- 30. September 1944: Eichenlaub zum Ritterkreuz des Eisernen Kreuzes

## Rezeption
Am 10. Juli 2014 hat der Landtag Schleswig-Holstein angesichts der Gräueltaten Reinefarths den Opfern des Warschauer Aufstandes „sein tiefes Mitgefühl“ ausgesprochen und sein Bedauern darüber zum Ausdruck gebracht, „dass es nach 1945 in Schleswig-Holstein möglich werden konnte, dass ein Kriegsverbrecher Landtagsabgeordneter wird“. Auch die heutige Gemeinde Sylt stellt sich inzwischen der Vergangenheit ihres ehemaligen Bürgermeisters.
Am 31. Juli 2014, also am Vorabend des 70. Jahrestages vom 1. August 1944, wurde am Westerländer Rathaus auf Initiative der evangelischen Pfarrerin von Westerland, die eine E-Mail aus Polen erhalten hatte, eine Gedenktafel enthüllt. 70 Jahre nach dem Beginn des Warschauer Aufstands, der von SS- und Wehrmachts-Truppen unter Reinefarths Befehl blutig niedergeschlagen worden war, wird auf dieser Tafel in deutscher und polnischer Sprache der mehr als 100.000 Zivilisten, Männer, Frauen und Kinder aus Polen, gedacht, die damals von den deutschen Besatzern verletzt, geschändet und ermordet wurden.
Sie endet mit zwei Sätzen, die den Bezug dieses Kriegsverbrechens zu Sylt und dem Rathaus, an dem sie angebracht ist, aussprechen: „Heinz Reinefarth, von 1951 bis 1963 Bürgermeister von Westerland, war als Kommandeur einer Kampfgruppe maßgeblich mitverantwortlich für dieses Verbrechen. Beschämt verneigen wir uns vor den Opfern des Warschauer Aufstandes und hoffen auf Versöhnung.“
Der Fall Heinz Reinefarth steht auch im Zentrum des Online-Spiels „Die Schattenjäger“, das 2021 vom polnischen Pilecki Institut in Berlin entwickelt wurde.
Der polnisch-deutsche Autor Przemek Zybowski schrieb 2023 im Auftrag der Künstlerassoziation Limited Blindness den dramatischen Text „Oh wie schön ist das Westerland“ über einen fiktiven Enkel Heinz Reinefarths, der auf dem Maidan 2014 in Kiew seine Familiengeschichte als Transgenerationentrauma wiedererlebt. Der Text erlebte in Regie von Heiko Michels innerhalb der Inszenierung „Zum Ewigen Frieden!“ am 9. November 2023 im Theater im Delphi in Berlin seine Uraufführung. Der Geist Heinz Reinefarths wurde von Martin Heesch verkörpert.